# Nati nel 1960/Luglio
| Questa pagina contiene informazioni ricavate automaticamente dalle voci biografiche con l'ausilio del template Bio e di un bot. L'aggiornamento è periodico e automatico e ricostruisce completamente la pagina. Se manca una persona in questa lista, sei pregato di non aggiungerla, ma accertati piuttosto che la sua voce biografica contenga il template Bio e che i dati anagrafici siano correttamente compilati. Se il template Bio manca, inseriscilo tu stesso o, in alternativa, metti l'avviso {{tmp\|Bio}} che ne segnala la mancanza. Se i dati riportati sono sbagliati, correggi direttamente la voce biografica; le modifiche saranno visibili in questa lista entro pochi giorni. Per chiarimenti vedi il progetto biografie. La lista contiene solo le 281 persone che sono citate nell'enciclopedia e per le quali è stato implementato correttamente il template Bio. Pagina aggiornata al 10 lug 2025. |

- 1º luglio - Yahya Alwan, allenatore di calcio e ex calciatore iracheno
- 1º luglio - Michael Glowatzky, ex calciatore tedesco orientale
- 1º luglio - Geert Hoste, umorista e cabarettista belga
- 1º luglio - Lynn Jennings, ex mezzofondista statunitense
- 1º luglio - Evelyn King, cantante statunitense
- 1º luglio - Gianmarco Mazzi, dirigente d'azienda, produttore televisivo e autore televisivo italiano
- 1º luglio - Marie-Luce Waldmeier, ex sciatrice alpina francese
- 1º luglio - Jed Wentz, flautista e direttore d'orchestra statunitense
- 1º luglio - Guy Williams, ex cestista statunitense
- 1º luglio - Saddam Kamel Hassan al-Majid, militare iracheno († 1996)
- 2 luglio - Mario Cottone, fantino italiano
- 2 luglio - Alba Donati, poetessa e critica letteraria italiana
- 2 luglio - Marco Filippeschi, politico italiano
- 2 luglio - Doug LaMalfa, politico statunitense
- 2 luglio - Jim Lampley, ex cestista statunitense
- 2 luglio - Gianluca Limone, ex rugbista a 15 italiano
- 2 luglio - Murad Ali Murad, generale afghano
- 2 luglio - Dan Nica, politico e ingegnere rumeno
- 2 luglio - Terry Rossio, sceneggiatore statunitense
- 2 luglio - Sonig Tchakerian, violinista italiana
- 3 luglio - Vince Clarke, tastierista e compositore britannico
- 3 luglio - Jorge Contreras, allenatore di calcio e ex calciatore cileno
- 3 luglio - Chiara Guidi, regista teatrale, attrice teatrale e drammaturga italiana
- 3 luglio - Ilona Kovács, ex cestista ungherese
- 3 luglio - Robert Lawrence, militare, imprenditore e produttore cinematografico britannico
- 3 luglio - Franco Locatelli, medico italiano
- 3 luglio - Håkan Loob, dirigente sportivo e ex hockeista su ghiaccio svedese
- 3 luglio - Remigius Machura, ex pesista cecoslovacco
- 3 luglio - Perrine Pelen, ex sciatrice alpina francese
- 3 luglio - Ricardo Perdomo, calciatore uruguaiano († 2022)
- 3 luglio - Taras Sen'kiv, vescovo cattolico ucraino
- 4 luglio - Anna Cristina Serra, poetessa e drammaturga italiana
- 4 luglio - Caroline Attia, ex sciatrice alpina francese
- 4 luglio - Enrico Bertolino, comico, cabarettista e conduttore televisivo italiano
- 4 luglio - Buenaventura Ferreira, ex calciatore paraguaiano
- 4 luglio - Phil Hogan, politico irlandese
- 4 luglio - Craig S. Keener, biblista statunitense
- 4 luglio - Jan Kollwitz, attore e ceramista tedesco
- 4 luglio - Rosa Mogliasso, scrittrice italiana († 2024)
- 4 luglio - Roberto Piccioli, giocatore di baseball italiano
- 4 luglio - Roland Ratzenberger, pilota automobilistico austriaco († 1994)
- 4 luglio - Barry Windham, ex wrestler statunitense
- 5 luglio - Angelo Binaghi, dirigente sportivo e ex tennista italiano
- 5 luglio - Eduardo Chozas, ex ciclista su strada spagnolo
- 5 luglio - Francesca Galli, ex ciclista su strada italiana
- 5 luglio - Brad Loree, attore e stuntman canadese
- 5 luglio - Hugo Rubio, procuratore sportivo e ex calciatore cileno
- 5 luglio - Pierre-André Schürmann, allenatore di calcio e ex calciatore svizzero
- 5 luglio - Douglas Sills, attore statunitense
- 5 luglio - Alessandro Spadorcia, attore, regista e dialoghista italiano
- 5 luglio - Gary Gillespie, ex calciatore britannico
- 5 luglio - Pruitt Taylor Vince, attore statunitense
- 6 luglio - György Bakos, ex ostacolista ungherese
- 6 luglio - Marco Baldineti, ex pallanuotista e allenatore di pallanuoto italiano
- 6 luglio - Valerie Brisco-Hooks, ex velocista statunitense
- 6 luglio - Ljudmyla Denisova, politica ucraina
- 6 luglio - Robert Dunn, allenatore di calcio, ex calciatore e ex giocatore di calcio a 5 australiano
- 6 luglio - Ferenc Juhász, politico ungherese
- 6 luglio - Alfred Julbe, allenatore di pallacanestro spagnolo
- 6 luglio - Mathieu Madega Lebouankehan, vescovo cattolico gabonese
- 6 luglio - Charles Micallef, ex calciatore maltese
- 7 luglio - Stefano Ambrogi, attore italiano
- 7 luglio - Jochen Behle, fondista tedesco
- 7 luglio - Isabelle Boéri-Bégard, ex schermitrice francese
- 7 luglio - Kevin Ford, ex astronauta statunitense
- 7 luglio - Matthias Gey, ex schermidore tedesco
- 7 luglio - Antonella Incerti, politica italiana
- 7 luglio - Geir Johansen, ex calciatore norvegese
- 7 luglio - Vincent Peillon, politico francese
- 7 luglio - Matt Rosendale, politico statunitense
- 7 luglio - Ralph Sampson, ex cestista, allenatore di pallacanestro e dirigente sportivo statunitense
- 7 luglio - Alessandro Sisti, sceneggiatore italiano
- 7 luglio - Živko Vangelov, ex lottatore bulgaro
- 7 luglio - Billy Wright, terrorista britannico († 1997)
- 8 luglio - Benedetto Carucci Viterbi, rabbino e biblista italiano
- 8 luglio - Erio Castellucci, arcivescovo cattolico e teologo italiano
- 8 luglio - Helmut Grassl, allenatore di sci alpino e ex sciatore alpino svedese
- 8 luglio - William Michael Joensen, vescovo cattolico statunitense
- 8 luglio - Hanspeter Kyburz, compositore svizzero
- 8 luglio - Yann LeCun, informatico francese
- 8 luglio - Susanne Nielsson, ex nuotatrice danese
- 8 luglio - Carlo Perrone, allenatore di calcio, ex calciatore e ex giocatore di calcio a 5 italiano
- 8 luglio - Valarie Pettiford, ballerina e attrice statunitense
- 8 luglio - Andreas Schröder, ex lottatore tedesco
- 8 luglio - Jeff Stork, allenatore di pallavolo, ex pallavolista e ex giocatore di beach volley statunitense
- 9 luglio - Michele Di Mauro, attore, doppiatore e regista teatrale italiano
- 9 luglio - Mark Getty, fotografo e imprenditore britannico
- 9 luglio - Giuseppe Lauricella, politico italiano
- 9 luglio - Giorgio Merlo, politico italiano
- 9 luglio - Marc Mero, ex wrestler statunitense
- 9 luglio - Giuseppe Testa, allenatore di calcio e ex calciatore italiano
- 9 luglio - Wanda Vázquez Garced, politica portoricana
- 10 luglio - Jeff Bergman, attore e doppiatore statunitense
- 10 luglio - Martyn P. Casey, bassista australiano
- 10 luglio - Roger Craig, ex giocatore di football americano statunitense
- 10 luglio - Massimo Friso, allenatore di pallacanestro italiano
- 10 luglio - Seth Godin, scrittore e imprenditore statunitense
- 10 luglio - Huang Yunlong, ex cestista cinese
- 10 luglio - Francesco Palumbo, paracadutista italiano
- 10 luglio - Darryl Talley, ex giocatore di football americano statunitense
- 11 luglio - Dario Bertazzoli, ex pallanuotista italiano
- 11 luglio - Massimo Bonfatti, fumettista italiano
- 11 luglio - Kim Crosby, attrice e soprano statunitense
- 11 luglio - José Garrido, calciatore e allenatore di calcio portoghese († 2024)
- 11 luglio - Tomoyuki Kajino, ex calciatore giapponese
- 11 luglio - Lynn Kanuka-Williams, ex mezzofondista canadese
- 11 luglio - Ilie Matei, ex lottatore rumeno
- 11 luglio - Jafar Panahi, regista, attore e sceneggiatore iraniano
- 11 luglio - Anita Pountain, ex cestista olandese
- 11 luglio - Kazimierz Przybyś, ex calciatore polacco
- 11 luglio - Caroline Quentin, attrice e conduttrice televisiva britannica
- 11 luglio - Ronald M. Schernikau, scrittore tedesco († 1991)
- 12 luglio - Corynne Charby, cantante e attrice francese
- 12 luglio - Paolo Colagrande, scrittore italiano
- 12 luglio - Xabier Davalillo, ex cestista spagnolo
- 12 luglio - Massimo Lolli, scrittore italiano
- 12 luglio - Alessandro Masi, storico dell'arte italiana
- 12 luglio - Lucia Pizzolotto, ex ciclista su strada e ciclocrossista italiana
- 12 luglio - Massimo Trespidi, politico italiano
- 12 luglio - Marco Venturini, ex tiratore a volo italiano
- 13 luglio - Gilberto Dagnello, ex arbitro di calcio italiano
- 13 luglio - Alessandro Damiano, arcivescovo cattolico italiano
- 13 luglio - Federico Fiecconi, giornalista italiano
- 13 luglio - Simon Halliday, ex rugbista a 15 e dirigente sportivo britannico
- 13 luglio - Ivailo Marinov, ex pugile bulgaro
- 14 luglio - Cesare Carlacci, ex hockeista su ghiaccio italiano
- 14 luglio - Marin Dokuzovski, ex cestista e allenatore di pallacanestro macedone
- 14 luglio - Kyle Gass, chitarrista e attore statunitense
- 14 luglio - Angélique Kidjo, cantante beninese
- 14 luglio - Jane Lynch, attrice, conduttrice televisiva e comica statunitense
- 14 luglio - Heorhij Pohosov, ex schermidore sovietico
- 15 luglio - Willie Aames, attore, regista e produttore televisivo statunitense
- 15 luglio - Kim Alexis, supermodella statunitense
- 15 luglio - Luisa De Cola, chimica italiana
- 15 luglio - Annichen Kringstad, orientista svedese
- 15 luglio - Diana Lama, scrittrice italiana
- 15 luglio - Mihail Majearu, ex calciatore rumeno
- 15 luglio - Andrea Merlotti, politico italiano († 2002)
- 15 luglio - Umberto Petrin, pianista italiano
- 15 luglio - Chris Stewart, politico e militare statunitense
- 16 luglio - Gisela Beyer, ex discobola tedesca
- 16 luglio - Luigi Carletti, giornalista e scrittore italiano
- 16 luglio - Abdel Hadi el-Gazzar, ex cestista egiziano
- 16 luglio - Saverio Gellini, ex ostacolista italiano
- 16 luglio - Steve Overland, cantante, compositore e chitarrista britannico
- 16 luglio - Diletta Petronio, giornalista italiana
- 16 luglio - Chris Reynolds, fumettista britannico († 2023)
- 16 luglio - Hitoshi Yoshioka, scrittore giapponese († 2023)
- 17 luglio - Massimo Arcangeli, linguista, politico e sociologo italiano
- 17 luglio - Johnny Briceño, politico beliziano
- 17 luglio - Andrea Mandorlini, allenatore di calcio e ex calciatore italiano
- 17 luglio - Krzysztof Nitkiewicz, vescovo cattolico polacco
- 17 luglio - Scott Norwood, ex giocatore di football americano statunitense
- 17 luglio - Frank O'Mara, ex mezzofondista irlandese
- 17 luglio - Pilar Rubiales, ex cestista spagnola
- 17 luglio - Robin Shou, attore, artista marziale e stuntman hongkonghese
- 17 luglio - Ama Tutu Muna, politica camerunese
- 17 luglio - Dawn Upshaw, soprano statunitense
- 17 luglio - Jan Wouters, allenatore di calcio, dirigente sportivo e ex calciatore olandese
- 17 luglio - Damiano Zoffoli, politico e medico italiano
- 18 luglio - William Dembski, filosofo, teologo e matematico statunitense
- 18 luglio - Lamine Guèye, dirigente sportivo e ex sciatore alpino senegalese
- 18 luglio - Anne-Marie Johnson, attrice statunitense
- 19 luglio - Raúl Amarilla, allenatore di calcio e ex calciatore paraguaiano
- 19 luglio - Jan Betker, giocatrice di curling canadese
- 19 luglio - Ethan Canin, scrittore statunitense
- 19 luglio - Renan Dal Zotto, allenatore di pallavolo e ex pallavolista brasiliano
- 19 luglio - Atom Egoyan, regista, sceneggiatore e produttore cinematografico armeno
- 19 luglio - Philip Hubble, ex nuotatore britannico
- 19 luglio - Elizabeth Kaitan, attrice e modella ungherese
- 19 luglio - Biljana Marković, ex cestista jugoslava
- 19 luglio - Luke Morley, chitarrista, compositore e produttore discografico britannico
- 19 luglio - Vinicio Mossali, ex cestista italiano
- 19 luglio - Jean-Luc Moudenc, politico francese
- 19 luglio - Carlo Rizzi, direttore d'orchestra italiano
- 19 luglio - Ennio Salvador, ex ciclista su strada italiano
- 19 luglio - Milenko Savović, cestista jugoslavo († 2021)
- 19 luglio - Caterina Vertova, attrice italiana
- 20 luglio - Maurizio Arnesano, poliziotto italiano († 1980)
- 20 luglio - Oriano Boschin, allenatore di calcio e ex calciatore italiano
- 20 luglio - Federico Echave, ex ciclista su strada e ciclocrossista spagnolo
- 20 luglio - Riccardo Mastrangeli, politico italiano
- 20 luglio - Bertram Johannes Meier, vescovo cattolico tedesco
- 20 luglio - Alexandru Spiridon, allenatore di calcio e calciatore moldavo
- 20 luglio - Prvoslav Vujčić, scrittore serbo
- 21 luglio - Stephen Brunt, ex atleta paralimpico britannico
- 21 luglio - Alexis García, allenatore di calcio e ex calciatore colombiano
- 21 luglio - Lance Guest, attore statunitense
- 21 luglio - Yves Guillemot, imprenditore francese
- 21 luglio - Adrienne King, attrice statunitense
- 21 luglio - Veselin Matić, ex cestista e allenatore di pallacanestro jugoslavo
- 21 luglio - Ljubomir Radanović, ex calciatore jugoslavo
- 21 luglio - Barry Redden, ex giocatore di football americano statunitense
- 21 luglio - Sebastiano Somma, attore italiano
- 22 luglio - Gary Bannister, ex calciatore inglese
- 22 luglio - Felice Maurizio D'Ettore, politico italiano († 2024)
- 22 luglio - Torben Grael, velista brasiliano
- 22 luglio - Johanne James, batterista, compositore e produttore discografico britannico
- 22 luglio - John Leguizamo, attore, sceneggiatore e comico colombiano
- 22 luglio - António Leitão, mezzofondista portoghese († 2012)
- 22 luglio - Djamel Menad, calciatore e allenatore di calcio algerino († 2025)
- 22 luglio - Andrzej Pałasz, ex calciatore polacco
- 23 luglio - Anne Ahlgren, ex pentatleta svedese
- 23 luglio - Laura Allegrini, politica italiana
- 23 luglio - Mario Bellatin, scrittore messicano
- 23 luglio - Manfred Bockenfeld, allenatore di calcio e ex calciatore tedesco
- 23 luglio - Ruben Garfias, attore statunitense
- 23 luglio - Susan Graham, mezzosoprano statunitense
- 23 luglio - Mike Hulme, climatologo e geografo britannico
- 23 luglio - Steve James, ex rugbista a 15 e allenatore di rugby a 15 australiano
- 23 luglio - Jim Kammerud, animatore, regista e sceneggiatore statunitense
- 23 luglio - Jon Landau, produttore cinematografico statunitense († 2024)
- 23 luglio - Curtis William Marean, paleontologo e archeologo statunitense
- 23 luglio - Livio Parasuco, ex hockeista su pista e allenatore di hockey su pista italiano
- 23 luglio - Al Perez, ex wrestler statunitense
- 23 luglio - Graziella Santini, ex lunghista sammarinese
- 24 luglio - Vjačeslav Bykov, ex hockeista su ghiaccio russo
- 24 luglio - Catherine Destivelle, arrampicatrice e alpinista francese
- 24 luglio - Jonathan Hill, politico britannico
- 24 luglio - Tilde Minasi, politica italiana
- 24 luglio - Ron Reyes, cantante e batterista statunitense
- 24 luglio - Daniel Rossel, ex ciclista su strada e pistard belga
- 24 luglio - Mohammad Shariatmadari, politico iraniano
- 24 luglio - Wim Van Eynde, ex ciclista su strada belga
- 25 luglio - Vadim Dubrovickij, regista sovietico
- 25 luglio - Jacek Gutowski, sollevatore polacco († 1996)
- 25 luglio - Keith Houchen, allenatore di calcio e ex calciatore inglese
- 25 luglio - Rainer Osselmann, pallanuotista tedesco († 2023)
- 25 luglio - Gianfranco Rotondi, politico e giornalista italiano
- 26 luglio - Grégoire Delacourt, scrittore, pubblicitario e regista francese
- 26 luglio - Philippe Donnet, dirigente d'azienda francese
- 26 luglio - Marco Longhini, direttore d'orchestra e architetto italiano
- 26 luglio - Daniele Luchetti, regista, sceneggiatore e attore cinematografico italiano
- 26 luglio - Lucio Pietroniro, pilota motociclistico belga
- 26 luglio - LaTaunya Pollard, ex cestista statunitense
- 26 luglio - Adrian Popescu, ex calciatore rumeno
- 26 luglio - Mohamed El-Sayed Ramadan, ex sollevatore egiziano
- 26 luglio - Enzo Zanin, dirigente sportivo e ex calciatore italiano
- 27 luglio - Jacques Demers, ex sollevatore canadese
- 27 luglio - Jo Durie, ex tennista britannica
- 27 luglio - Peter Foster, ex canoista australiano
- 27 luglio - Wojciech Królik, ex cestista e allenatore di pallacanestro polacco
- 27 luglio - Roberto Mancini, poliziotto italiano († 2014)
- 27 luglio - Paolo Marangon, storico e saggista italiano
- 27 luglio - Franco Urru, fumettista italiano († 2012)
- 28 luglio - Yusuf Alli, ex lunghista nigeriano
- 28 luglio - Steve Cutler, ex rugbista a 15 e dirigente d'azienda australiano
- 28 luglio - Alexandre Czerniatynski, allenatore di calcio e ex calciatore belga
- 28 luglio - Salvatore Di Maggio, politico italiano
- 28 luglio - Hitoshi Iwaaki, fumettista giapponese
- 28 luglio - Paul Kaba Thieba, economista e politico burkinabè
- 28 luglio - Viktor Manakov, pistard russo († 2019)
- 28 luglio - Edward Matthew Rice, vescovo cattolico statunitense
- 28 luglio - Elia Suleiman, regista, sceneggiatore e attore palestinese
- 28 luglio - Yōichi Takahashi, fumettista giapponese
- 28 luglio - Marco Turco, regista e sceneggiatore italiano
- 28 luglio - Carlo Vulpio, giornalista e scrittore italiano
- 28 luglio - Khaled al-Tuwayjiri, politico e funzionario saudita
- 29 luglio - Niv Bogin, ex cestista israeliano
- 29 luglio - Tony Brown, ex cestista e allenatore di pallacanestro statunitense
- 29 luglio - Douglas Harper, lessicografo e giornalista statunitense
- 29 luglio - Johannes Holzhausen, regista e drammaturgo tedesco
- 29 luglio - Mikiya Kanzaki, ex calciatore e ex giocatore di calcio a 5 giapponese
- 29 luglio - Sergej Kopylov, ex pistard russo
- 29 luglio - Laura Molteni, politica italiana
- 29 luglio - Laura Venittelli, politica italiana
- 29 luglio - Franz Wilhelmer, ex slittinista austriaco
- 29 luglio - Peter Wirz, ex mezzofondista svizzero
- 30 luglio - Marek Dopierała, ex canoista polacco
- 30 luglio - Marcello Gualdani, politico italiano
- 30 luglio - Ján Klimko, combinatista nordico slovacco
- 30 luglio - Richard Linklater, regista, sceneggiatore e produttore cinematografico statunitense
- 30 luglio - Marino Magliani, scrittore e traduttore italiano
- 30 luglio - Lucio Malan, politico italiano
- 30 luglio - Brillante Mendoza, regista filippino
- 31 luglio - Iva Budařová, ex tennista cecoslovacca
- 31 luglio - Nicola Carè, politico italiano
- 31 luglio - Carlos Gómez, attore statunitense
- 31 luglio - Pablo Larios, calciatore messicano († 2019)
- 31 luglio - Knut Arild Løberg, allenatore di calcio e ex calciatore norvegese
- 31 luglio - Luca Ward, attore, doppiatore e direttore del doppiaggio italiano